# تبغ عديم الدخان
يشير مصطلح التبغ عديم الدخان إلى منتجات التبغ التي تُستهلك دون الإشعال والتدخين. تُستخدم هذه المنتجات بواسطة المضغ أو الاستنشاق أو وضع المنتج بين اللثة والخد أو بين اللثة والشفة. توجد منتجات التبغ في أشكال مختلفة، مثل المضغات والعاطوس والسنوس ومنتجات التبغ القابلة للذوبان. يُستخدم التبغ عديم الدخان على نطاق واسع في جنوب آسيا ويمثل الاستهلاك في هذه المنطقة نحو 80% من الاستهلاك العالمي. تحتوي منتجات التبغ عديم الدخان كلها على النيكوتين، وتسبب الإدمان بشدة. يُعد الإقلاع عن استخدام التبغ عديم الدخان صعبًا مثل الإقلاع عن التدخين.
يمكن أن يسبب استخدام التبغ عديم الدخان تأثيرات ضارة مختلفة مثل أمراض الأسنان وسرطان الفم وسرطان المريء وسرطان البنكرياس ومرض القلب التاجي، والمشكلات الإنجابية مثل ولادة جنين ميت والولادة المبكرة وانخفاض الوزن عند الولادة. المخاطر الصحية الناتجة من استهلاك التبغ عديم الدخان أقل مقارنةً بالمنتجات المحترقة التقليدية. ومع ذلك، فهو ليس بديلًا صحيًا عن تدخين السجائر. يختلف مستوى الخطورة بين الأنواع المختلفة (السنوس السويدي منخفض النتروزامين مقابل منتجات التبغ الأخرى عالية النتروزامين) والمناطق المنتجة. لا يوجد مستوى آمن لاستخدام التبغ عديم الدخان، وهو يسهم عالميًا في 650,000 حالة وفاة كل عام.
تحتوي منتجات التبغ عديم الدخان على أكثر من 3,000 مكون، منها كثير من المواد الكيميائية المسببة للسرطان. يمكن أن يسبب نحو 28 مكونًا كيميائيًا موجودًا في التبغ عديم الدخان السرطان، ومن أهمها النتروزامين.
يُستخدم التبغ عديم الدخان في جميع أنحاء العالم. يؤدي استخدام التبغ عديم الدخان إلى إدمان النيكوتين، الذي يدفع كثيرًا من الأشخاص، وخاصة الشباب، إلى تدخين السجائر. الذكور أكثر استعدادًا لاستخدام التبغ عديم الدخان مقارنةً بالنساء.

## الأنواع
تُستخدم معظم منتجات التبغ عديم الدخان بواسطة وضع المنتج بين اللثة والخد أو بين اللثة والشفة. التبغ عديم الدخان منتج تبغ غير قابل للاشتعال.
تشمل منتجات التبغ عديم الدخان:
- طرق الاستخدام المختلطة:
  - كوبر، من منتجات التبغ عديم الدخان، ذو خصائص مسببة للإدمان الشديد، وطريقة تقديمه فريدة، إذ يُقدم على أنه مُنتج مُنعش للفم. عادةً ما يُضيفه المستخدمون إلى الشاي أو يستهلكونه مباشرةً بواسطة وضع القليل منه تحت الشفة السفلى.[12]
- الاستخدام الأنفي:
  - العاطوس، نوع من التبغ يُستنشق في التجويف الأنفي. استُخدمت أداة متخصصة تُسمى ملعقة العاطوس لهذا الغرض قديمًا. أما اليوم، يستطيع المستخدمون ببساطة مسك العاطوس بين الإبهام والسبابة، أو استخدام مُغلفات جاهزة.
- الاستخدام الفموي (تحت الخد، تحت الشفة، تحت اللسان):
  - تبغ المضغ، نوع من التبغ يُمضغ في الفم.
  - العاطوس الكريمي، خليط سائل من التبغ يُروج له على أنه يدعم صحة الأسنان، ولكنه يستخدم للترفيه.
  - تبغ الغمس، نوع من التبغ يُوضع بين الشفة السفلى أو العليا واللثة. يُستخدم هذا النوع من التبغ (بالهندية: خايني) في شبه القارة الهندية.[13] وهو منتج التبغ الثاني الأكثر استهلاكًا في الهند، بعد السجائر.[14]
  - التبغ القابل للذوبان، نوع من التبغ قابل للمضغ يذوب تمامًا في الفم.
  - غوتكا، مزيج من التبغ وجوز فوفل ونكهات مختلفة يباع في جنوب آسيا.
  - إقميك، منتج تبغ ألاسكي يحتوي أيضًا على رماد البانك.
  - نصوار، منتج تبغ أفغاني يشبه تبغ الغمس.
    - بيتوري، مادة تحتوي على النيكوتين تُصنع تقليديًا من نباتات التبغ الأسترالية، ويستخدمها السكان الأصليون الأستراليون بواسطة المضغ، ويضعونها بين الشفة السفلى واللثة. يستخدمونها بجرعات عالية لإثارة الذهول أو الغياب.[15]

  - السنوس، يشبه تبغ الغمس ولكنه يوضع تحت الشفة العليا ولا حاجة لبصقه.
  - علكة التبغ، نوع من العلكة تحتوي على التبغ.
  - التمباك والشمة، مستحضرات موجودة في شمال إفريقيا وشرق إفريقيا وشبه الجزيرة العربية.
- الاستخدام الموضعي:
  - معجون التبغ الموضعي، وهو معجون يوضع على الجلد ويُمتص عبر الأدمة.

تختلف المنتجات اختلافًا كبيرًا في التركيب الكيميائي ومستوى النيكوتين بسبب اختلاف طرق التصنيع. تحتوي منتجات التبغ الخالية من الدخان عادةً على أكثر من 3000 مكون يسهم في مذاقها ورائحتها.

### مستويات النيكوتين
يتباين مستوى النيكوتين في منتجات التبغ عديم الدخان تبعًا لنوع المنتج، وأنواع التبغ المستخدمة، وكمية التبغ المستخدمة في المنتج. ويؤدي كل متغير إلى اختلافات في مستوى النيكوتين. يرتبط مدى امتصاص الجسم النيكوتين بدرجة حموضة المنتج، أي ما يُسمى مستوى النيكوتين الحر أو مستوى النيكوتين غير المرتبط.

## التأثيرات الصحية
ذكرت كثير من المنظمات الصحية الوطنية والدولية، مثل منظمة الصحة العالمية، والمعهد الوطني للسرطان في الولايات المتحدة، وكلية الأطباء الملكية في المملكة المتحدة، أن استخدام التبغ عديم الدخان غير آمن، وإن كان أقل خطورة من التدخين، فهو يسبب الإدمان، ويمثل خطرًا صحيًا كبيرًا، ولا يوجد مستوى آمن لاستخدامه ولا يعد بديلًا آمنًا عن التدخين.
يمكن أن يؤدي استخدام التبغ عديم الدخان إلى مشكلات صحية مثل أمراض الأسنان وسرطان الفم وسرطان المريء وسرطان البنكرياس وأمراض القلب والأوعية الدموية والربو والتشوهات في الجهاز التناسلي الأنثوي. يزيد من خطر الإصابة بمرض الشريان التاجي المميت والسكتة الدماغية المميتة وأمراض القلب الإقفارية غير المميتة.
يسهم استهلاك التبغ عديم الدخان عالميًا في نحو 650,000 حالة وفاة سنويًا، نسبة كبيرة منهم في جنوب شرق آسيا.

### الإقلاع عن التدخين والحد من ضرره
يُعد الإقلاع عن استخدام التبغ عديم الدخان صعبًا مثل الإقلاع عن التدخين. لا يوجد دليل علمي على أن استخدام التبغ عديم الدخان يساعد الشخص على الإقلاع عن التدخين.
لا يُنصح باستخدام أي منتج من منتجات التبغ عديم الدخان بصفته استراتيجية للحد من ضرر التدخين. تروج الشركات التي تبيع منتجات التبغ عديم الدخان لمنتجاتها على أنها بديل أقل ضررًا عن السجائر، يخلق تصورًا خاطئًا عن السلامة، والأفضل الحد من ضرر التدخين بواسطة تخفيف استهلاك السجائر.

### الأمان
تختلف منتجات التبغ عديم الدخان اختلافًا كبيرًا في العالم من ناحيتي الشكل والمخاطر الصحية. ويختلف مستوى المخاطر الصحية تبعًا لاختلاف المنتجات (السنوس السويدي منخفض النتروزامين مقارنةً بأنواع التبغ عديم الدخان الأخرى ذات مستويات النتروزامين العالية في جنوب آسيا).
مع أن التبغ عديم الدخان أقل خطرًا من المنتجات المحترقة التقليدية، فهو ليس بديلًا آمنًا عن التبغ التقليدي. لا يوجد مستوى آمن لاستخدام التبغ عديم الدخان.
تراجع استخدام التبغ عديم الدخان بين المراهقين والشبان يرتبط بتحسن الصحة، لأن استخدام التبغ عديم الدخان كثيرًا ما يتبعه التدخين لاحقًا. يواجه مستخدمو التبغ عديم الدخان عواقب صحية في أي عمر. منتجات التبغ جميعها غير آمنة للشباب.

### السرطان
يُعد التبغ عديم الدخان (وخاصة المنتجات التي يُمضغ فيها التبغ) سببًا في حدوث سرطان الفم وسرطان المريء وسرطان البنكرياس. توجد زيادة في خطر الإصابة بسرطان الفم بسبب استخدام التبغ عديم الدخان في دول مثل الولايات المتحدة ولكن استخدامه أكثر انتشارًا في دول جنوب شرق آسيا.
يمكن أن يسبب التبغ عديم الدخان ظهور بقع بيضاء أو رمادية في الفم (الطلاوة البيضاء) التي قد تتطور إلى سرطان الفم.